# خط جیا گو ون

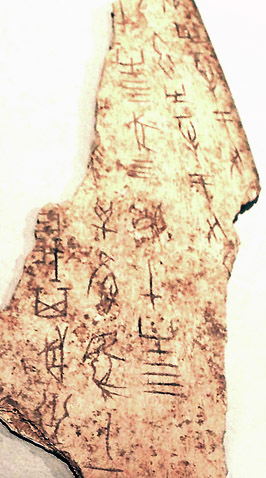

جیا گو وِن (به چینی: 甲骨文) خط نوشته‌هایی است که در چین باستان بر روی استخوان‌های گاو حکاکی می‌شده. این خط در دوران دودمان شان رایج بوده‌است که بیش از ۳ هزار سال قدمت تاریخی دارد. از آنجا که این کتیبه‌ها با چاقوی برنز یا یشمی مستقیماً بر روی کاسه‌ها یا استخوان‌های سفت حکاکی شده لذا خط و حروف غالباً خط راست بوده و شکل این حروف طبیعتاً به شکل چهار گوشه درآمده‌است. امروزه هیروگلیف‌های چینی کماکان این خصوصیات را حفظ کرده‌است. گفته می‌شود این خطوط اولین‌بار در سال ۱۸۹۹ توسط وان ای ژون (王懿榮; ۱۸۴۵–۱۹۰۰) شناسایی شد و در نزدیکی دهکده‌ای در حومه شهر آن یان استان خه نان کنونی از زیر خاک بیرون آمد.

## نگارخانه

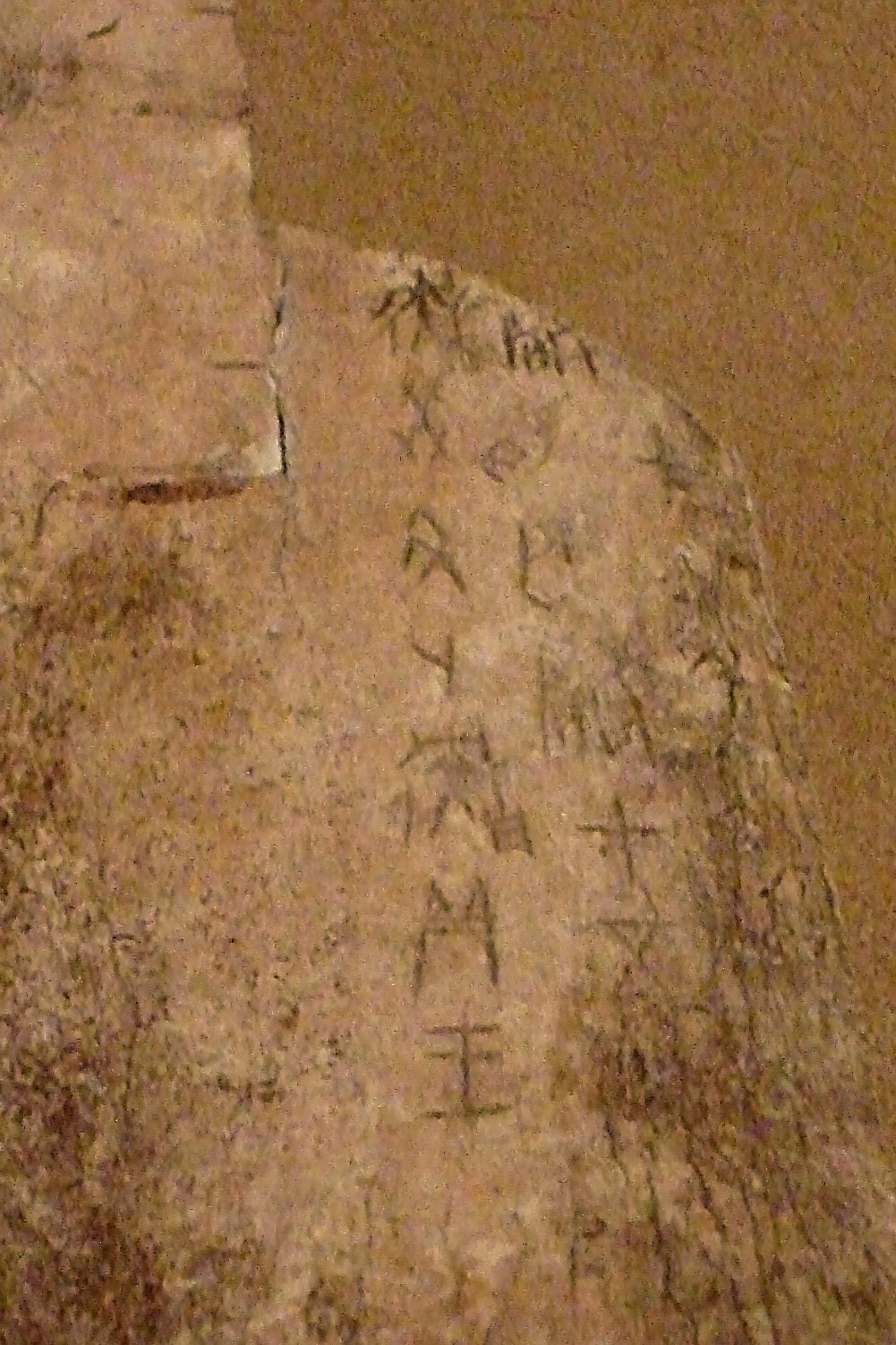
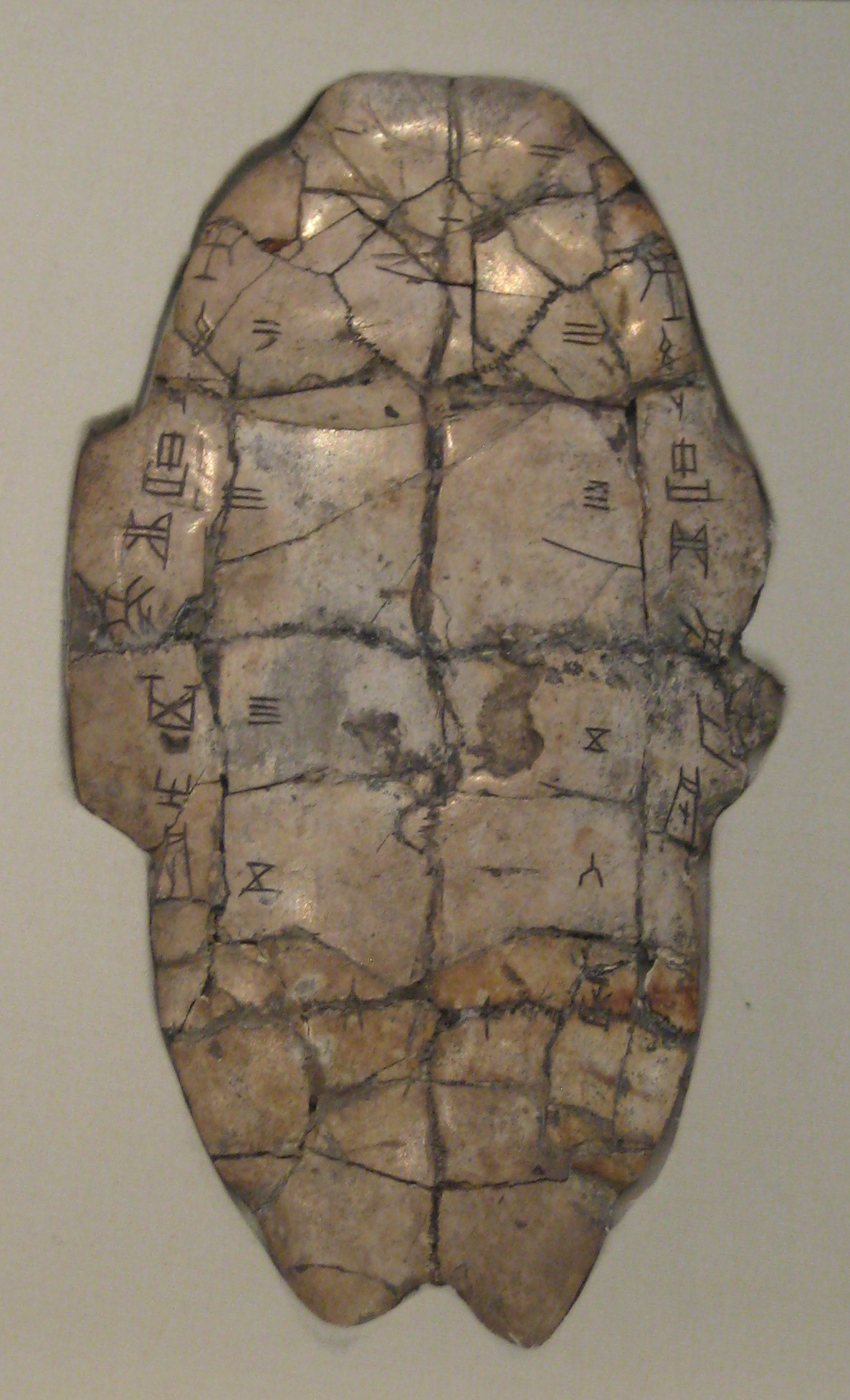
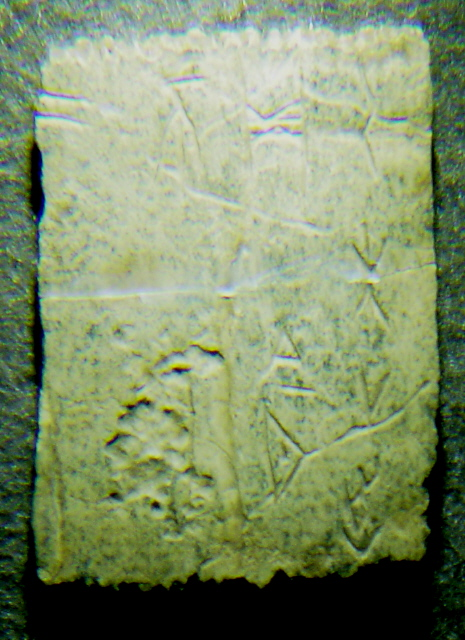
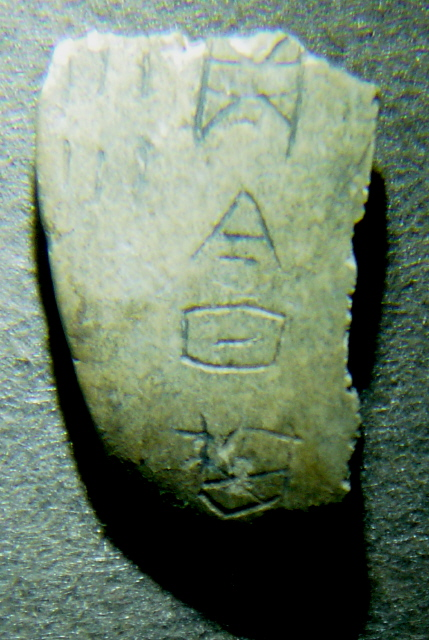
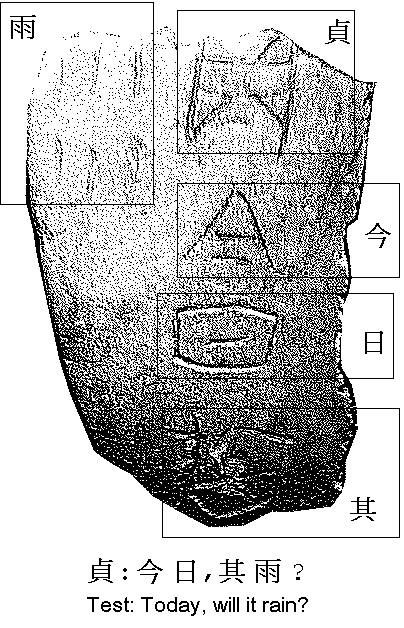
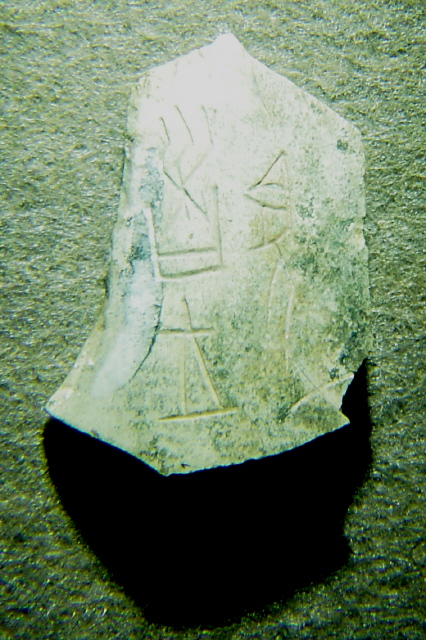
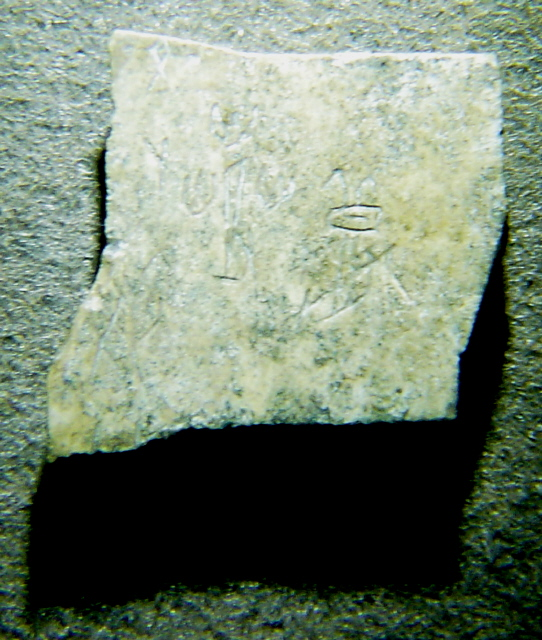
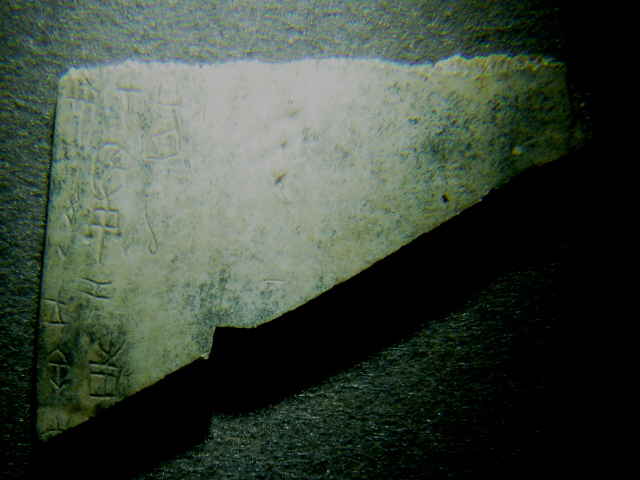